# Escalímetro

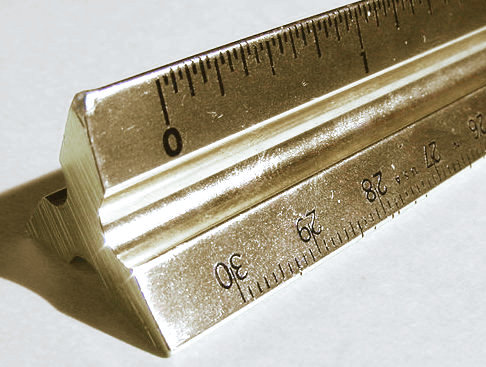
Escalímetro o escala de arquitecto, elaborado en bronce.

El escalímetro (denominado algunas veces escala de arquitecto) es una regla especial cuya sección transversal tiene forma triangular (Geometría) con el objetivo de contener diferentes escalas en la misma regla. Se emplea frecuentemente para medir en dibujos que contienen diversas escalas. En su borde contiene un rango con escalas calibradas y basta con girar sobre su eje longitudinal para ver la escala apropiada. Se puede utilizar para medir escalas no definidas en su cuerpo (haciendo los cálculos mentalmente).

## Materiales
Las reglas y escalímetros se ha realizado tradicionalmente en madera (generalmente con madera de haya) y para poder mantener precisión y longevidad se han empleado materiales que ofrezcan al mismo tiempo durabilidad y estabilidad. En la actualidad lo más común es encontrar los escalímetros elaborados con plásticos  o aluminio. Dependiendo del número de escalas incluidas en la regla la sección transversal puede ser aplanada (dos o cuatro escalas) triangular (seis escalas, que suele ser la más habitual) o cuadrada (ocho escalas).

## Escalas habituales

### Unidades métricas
Los escalímetros utilizados en Latinoamérica emplean la medida en milímetro y centímetro mientras en Europa y en otras zonas que adoptan el sistema métrico se diseñan con escalas de dicho sistema. De esta forma, los dibujos contienen las escalas y las unidades habituales. Las unidades de longitud normalizadas en el sistema SI pueden diferir en diferentes países; generalmente, se emplea milímetros (mm) en Inglaterra y metros (m), mientras en Francia se trabaja generalmente en centímetros (cm) y metros.
Los escalímetros planos contienen dos escalas que suelen ser:
- 1:1 / 1:100
- 1:5 / 1:50
- 1:20 / 1:200
- 1:1250 / 1:2500
- 1:75

En los escalímetros triangulares, los valores habituales son:
- 1:1 / 1:10
- 1:2 / 1:20
- 1:5 / 1:50
- 1:100 / 1:200
- 1:500 / 1:1000
- 1:1250 / 1:2500

En general, se recomienda evitar escalas que sean múltiplos de 3 como por ejemplo 1:75, 1:300, 1:600, 1:900...